# 皮諾格蘭德 (加利福尼亞州)
皮諾格蘭德（英語：Pino Grande）是位於美國加利福尼亞州埃爾多拉多縣的一個非建制地區。該地的面積和人口皆未知。

## 地理
皮諾格蘭德的座標為38°52′13″N 120°37′34″W / 38.87028°N 120.62611°W，而該地的平均海拔高度為1226米（即4022英尺）。